# خوان مانويل لوسيرو
خوان مانويل لوسيرو (بالإسبانية: Juan Manuel Lucero)‏ هو لاعب كرة قدم تشيلي وأرجنتيني في مركز الهجوم، ولد في 26 مايو 1985 في مندوزا في الأرجنتين. لعب مع أوليمبيا أسونسيون وجمعية بورتوغيزا الرياضية وسبورتيفو لوكوينو وسيرو بورتينيو وكولو-كولو وكيلمس ونادي أتليتيكو كولون ونادي كوكيمبو أونيدو.